# Paradrino solitaris
Paradrino solitaris là một loài ruồi trong họ Tachinidae.